# فريمان مبوي
فريمان مبوي (من مواليد 9 ديسمبر 1961) هو سياسي تنزاني والرئيس الحالي المعين لحزب شاديما الحزب السياسي من أجل الديمقراطية والتنمية. تم انتخابه للاستمرار كعضو في الجمعية الوطنية ممثلًا مقاطعة هاي في منطقة كليمنجارو وفقًا للانتخابات العامة لعام 2015.
تم انتخاب مبوي عضوا في الجمعية الوطنية في عام 2000 ممثلا لدائرة هاي (منطقة كليمنجارو). حصل على 64.5٪ من الأصوات، وهي أعلى نسبة من الأصوات فازت بها الدوائر الانتخابية مع نواب المعارضة.
استعدادًا لانتخابات عام 2005 تم ترشيح مبوي لتمثيل شاديما كمرشح رئاسي لانتخابات 2005 الرئاسية. تم اختيار جومبي رجب جمبي وهو زنجباري كمرشح لمنصب نائب الرئيس. كان من المقرر إجراء الانتخابات في الأصل في 30 أكتوبر 2005، ولكن تم تأجيلها حتى 14 ديسمبر بسبب وفاة جومبي.
انتقد مبوي بشكل بناء التأجيل المطول، قائلاً إن التأجيل لمدة أسبوع كان سيكفي وإن حزبه السياسي لا يستطيع تمويل حملات إضافية. استقرت تشاديما في النهاية على آنا كومو لتتولى منصب المدير التنفيذي للحزب السياسي.
احتل المركز الثالث من بين عشرة مرشحين في الانتخابات الرئاسية في 14 ديسمبر 2005، وفاز بنسبة 5.88٪ من الأصوات. في الانتخابات العامة لعام 2010 تم انتخابه كعضو في البرلمان عن جمهورية تنزانيا المتحدة بعد فوزه على المرشح المخضرم شاغل الوظيفة من مابيندوزي فويا غودوين كيمبيتا الذي حصل على 51.63٪ من الأصوات. حاليا هو زعيم المعارضة في البرلمان بعد فوز شاديما بأغلبية كبيرة في معسكر المعارضة في البرلمان.
يعتبر مبوي أحد مؤسسي تشاديما في عام 1992، وهو استراتيجي جيد مما يجعله حاليًا أحد الاستراتيجيين الرئيسيين لحزب شاديما السياسي وعضوًا تنفيذيًا رئيسيًا في مجلس الإدارة في الحزب السياسي لضمان النمو السياسي لحزبه، والذي هو منه قاد بثبات منصب رئيس مجلس الإدارة منذ عام 2004 ، في بيئة صحية تنافسية سياسيًا شهدت انهيارًا مطردًا لأحزاب المعارضة الرئيسية منذ التسعينيات على يد حكومة حزب الثورة، وقوة الشرطة المسيّسة للغاية، والمخابرات.